# Ústřední mocnosti

Centrální mocnosti a Trojdohoda během 1. světové války
Dohoda
Kolonie, dominia a teritoria Dohody a Dohodou okupovaná území
Ústřední mocnosti
Kolonie Ústředních mocností a okupovaná území
Neutrální země

Ústřední mocnosti (též Centrální mocnosti či Čtyřspolek, německy Mittelmächte, Maďarsky Központi hatalmak, turecky İttifak Devletleri, bulharsky Централни сили) byl blok mocností stojící proti státům Dohody během první světové války. Zahrnoval především Německou říši a Rakousko-Uhersko, ke kterým se přidaly Osmanská říše a Bulharsko.

## Utváření aliance
Základem aliance bylo spojenectví středoevropských monarchií Německa a Rakousko-Uherska z roku 1879 zvané Dvojspolek.
K Dvojspolku se roku 1882 připojilo Italské království a tak vznikl Trojspolek. Na jeho vznik reagovaly Francie, Spojené království a Ruské impérium vytvořením Trojdohody (1907). Země Trojspolku se kvůli svému historickému vývoji a poloze (na rozdíl od Spojeného království, Francie, Španělska, Portugalska a několika dalších evropských států) nedostaly včas k získání kolonií a musely se bez nich buď zcela obejít (Rakousko-Uhersko), nebo se spokojit se „zbytky“ k tomu „vhodných“ zámořských území (Německá říše). Rozpory mezi oběma bloky v této tehdy téměř klíčové otázce mocenského zápolení bylo jedním z důležitých faktorů, které vedly k vypuknutí první světové války. Po jejím začátku však Itálie zůstala neutrální a v roce 1915 se přidala na stranu Dohody, čímž Trojspolek ve svém původním složení zanikl.
K oběma zbývajícím centrálním mocnostem, které vstoupily v létě 1914 do války v Evropě, se v říjnu 1914 přidala Osmanská říše, jejíž zájmy byly dlouhodobě neslučitelné se zájmy Ruského impéria. V roce 1915 se k Ústředním mocnostem přidalo ještě geograficky rovněž okrajové Bulharsko, které vyšlo poražené z nedávných balkánských válek, a to zejména ve prospěch Srbska a Řecka, které stály na straně Dohody.

## Důsledky porážky

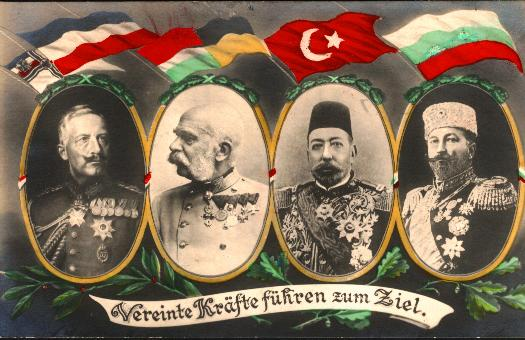
„Spojené síly vedou k cíli“ - dobová pohlednice ukazující vládce všech čtyř států Ústředních mocností

Po vítězství Dohody v první světové válce byly Ústřední mocnosti na základě výsledků Pařížské mírové konference v dojednaných šesti mírových smlouvách označeny za viníky vypuknutí ničivé světové války. Německé říši jako hlavnímu viníkovi byly uloženy vysoké válečné reparace. Krom toho ztratilo Německo Alsasko-Lotrinsko, kde i ve 21. století platí místní právo, a některá další území. Habsburská monarchie a Osmanská říše se rozpadly a Bulharsko ztratilo velká území včetně přístupu k Egejskému moři.